# 2. Schachbundesliga 1981/82
Die 2. Schachbundesliga 1981/82 war die zweite Saison der 2. deutschen Schachbundesliga.

## Modus
Jeweils acht Mannschaften spielten in den Staffeln Nord, West, Südwest und Süd ein einfaches Rundenturnier.
Die Staffel Nord umfasste die Landesverbände Berlin, Bremen, Hamburg, Niedersachsen und Schleswig-Holstein, die Staffel West beinhaltete den Landesverband Nordrhein-Westfalen, die Staffel Südwest bestand aus den Landesverbänden Baden, Hessen, Rheinland-Pfalz und Saarland, während der Staffel Süd Vereine der Landesverbände Bayern und Württemberg angehörten. Die vier Staffelsieger stiegen in die 1. Bundesliga 1982/83 auf, während die Zahl der Absteiger vom Ausgang der 1. Bundesliga abhing. Da jede Staffel zwei Aufsteiger aus den Landesverbänden aufnehmen musste, betrug die Zahl der Absteiger einer Staffel mindestens 1 (wenn kein Absteiger aus der 1. Bundesliga aufgenommen werden musste) und hätte maximal 5 betragen können (wenn alle Absteiger aus der 1. Bundesliga derselben Staffel angehört hätten).
Da aus der 1. Bundesliga 1981/82 zwei Mannschaften in die Staffel Nord abstiegen (Favorite Hammonia und SK Johanneum Eppendorf) und je eine in die Staffel Süd (VfL Sindelfingen) und in die Staffel West (Düsseldorfer SG Rochade), stiegen in dieser Saison aus der 2. Liga Nord drei Mannschaften ab, aus den 2. Ligen Süd und West je zwei und aus der 2. Liga Südwest eine.
Über die Platzierung entschied zunächst die Anzahl der Mannschaftspunkte, bei Gleichstand wurden um den Aufstieg und den Klassenerhalt Stichkämpfe gespielt, ansonsten entschied die Anzahl der Brettpunkte.

## 2. Bundesliga Nord
In die Staffel Nord war der SV Wilmersdorf aus der Bundesliga 1980/81 abgestiegen, während der Lübecker SV und die zweite Mannschaft des Hamburger SK aus der Regionalliga Nord aufgestiegen waren.
An der Spitze lieferten sich die SVg Lasker-Steglitz, der SC Kreuzberg und der Lübecker SV einen Dreikampf um den Aufstieg, der am Ende die Steglitzer vorne sah.
Im Abstiegskampf war der SC Concordia von 1907 (der sich im Vorjahr noch nach einem Stichkampf gerettet hatte) abgeschlagen Letzter, daneben mussten der SK Zehlendorf und die zweite Mannschaft des Hamburger SK absteigen.

### Abschlusstabelle
|    | Verein                          | Sp | G | U | V | MP   | Brett-P.  |
| -- | ------------------------------- | -- | - | - | - | ---- | --------- |
| 1. | SVg Lasker-Steglitz             | 7  | 5 | 2 | 0 | 12:2 | 33,5:22,5 |
| 2. | SC Kreuzberg                    | 7  | 5 | 1 | 1 | 11:3 | 31,0:25,0 |
| 3. | Lübecker SV (N)                 | 7  | 4 | 2 | 1 | 10:4 | 29,5:26,5 |
| 4. | Hamburger SG                    | 7  | 2 | 3 | 2 | 7:7  | 29,5:26,5 |
| 5. | SV Wilmersdorf (A)              | 7  | 2 | 2 | 3 | 6:8  | 25,0:31,0 |
| 6. | Hamburger SK II. Mannschaft (N) | 7  | 2 | 1 | 4 | 5:9  | 27,0:29,0 |
| 7. | SK Zehlendorf                   | 7  | 2 | 0 | 5 | 4:10 | 25,5:30,5 |
| 8. | SC Concordia von 1907           | 7  | 0 | 1 | 6 | 1:13 | 23,0:33,0 |

### Entscheidungen
|     | Aufsteiger in die 1. Bundesliga 1982/83: SVg Lasker-Steglitz                                          |
|     | Absteiger in die Regionalliga Nord: Hamburger SK II. Mannschaft, SK Zehlendorf, SC Concordia von 1907 |
| (A) | Absteiger des Vorjahres                                                                               |
| (N) | Aufsteiger des Vorjahres                                                                              |

### Kreuztabelle
| Ergebnisse | Ergebnisse                  | 1. | 2. | 3. | 4. | 5. | 6. | 7. | 8. |
| ---------- | --------------------------- | -- | -- | -- | -- | -- | -- | -- | -- |
| 1.         | SVg Lasker-Steglitz         |    | 4½ | 4  | 4  | 5½ | 5½ | 4½ | 5½ |
| 2.         | SC Kreuzberg                | 3½ |    | 5  | 5  | 4  | 4½ | 4½ | 4½ |
| 3.         | Lübecker SV                 | 4  | 3  |    | 4  | 5  | 4½ | 4½ | 4½ |
| 4.         | Hamburger SG                | 4  | 3  | 4  |    | 5½ | 3½ | 5½ | 4  |
| 5.         | SV Wilmersdorf              | 2½ | 4  | 3  | 2½ |    | 4  | 4½ | 4½ |
| 6.         | Hamburger SK II. Mannschaft | 2½ | 3½ | 3½ | 4½ | 4  |    | 3½ | 5½ |
| 7.         | SK Zehlendorf               | 3½ | 3½ | 3½ | 2½ | 3½ | 4½ |    | 4½ |
| 8.         | SC Concordia von 1907       | 2½ | 3½ | 3½ | 4  | 3½ | 2½ | 3½ |    |

## 2. Bundesliga West
In die 2. Bundesliga West waren die Sportfreunde Katernberg aus der Bundesliga 1980/81 abgestiegen, während die SF Monheim und der SV Wattenscheid aus der NRW-Liga aufgestiegen waren.
Nachdem die SG Enger/Spenge im Vorjahr noch knapp das Nachsehen im Aufstiegsrennen hatten, setzte sie sich diesmal mit 2 Punkten Vorsprung auf den PSV/BSV Wuppertal durch.
Im Abstiegskampf hatten die zweite Mannschaft der SG Bochum 31 (die sich im Vorjahr noch nach einem Stichkampf retten konnten) und die Sportfreunde Katernberg (die damit den zweiten Abstieg hintereinander hinnehmen mussten) das Nachsehen.

### Abschlusstabelle
|    | Verein                      | Sp | G | U | V | MP   | Brett-P.  |
| -- | --------------------------- | -- | - | - | - | ---- | --------- |
| 1. | SG Enger/Spenge             | 7  | 5 | 2 | 0 | 12:2 | 35,0:21,0 |
| 2. | PSV/BSV Wuppertal           | 7  | 4 | 2 | 1 | 10:4 | 31,5:24,5 |
| 3. | SV Rochade Bielefeld        | 7  | 3 | 3 | 1 | 9:5  | 30,0:26,0 |
| 4. | SF Monheim (N)              | 7  | 2 | 2 | 3 | 6:8  | 28,0:28,0 |
| 5. | SK Münster 32               | 7  | 3 | 0 | 4 | 6:8  | 27,0:29,0 |
| 6. | SV Wattenscheid (N)         | 7  | 2 | 2 | 3 | 6:8  | 26,5:29,5 |
| 7. | Sportfreunde Katernberg (A) | 7  | 2 | 0 | 5 | 4:10 | 21,5:34,5 |
| 8. | SG Bochum 31 II. Mannschaft | 7  | 1 | 1 | 5 | 3:11 | 24,5:31,5 |

### Entscheidungen
|     | Aufsteiger in die 1. Bundesliga 1982/83: SG Enger/Spenge                        |
|     | Absteiger in die NRW-Liga: Sportfreunde Katernberg, SG Bochum 31 II. Mannschaft |
| (A) | Absteiger des Vorjahres                                                         |
| (N) | Aufsteiger des Vorjahres                                                        |

### Kreuztabelle
| Ergebnisse | Ergebnisse                  | 1. | 2. | 3. | 4. | 5. | 6. | 7. | 8. |
| ---------- | --------------------------- | -- | -- | -- | -- | -- | -- | -- | -- |
| 1.         | SG Enger/Spenge             |    | 4  | 6  | 4  | 5½ | 4½ | 6  | 5  |
| 2.         | PSV/BSV Wuppertal           | 4  |    | 4  | 4½ | 3½ | 5½ | 5  | 5  |
| 3.         | SV Rochade Bielefeld        | 2  | 4  |    | 4½ | 5  | 4  | 6½ | 4  |
| 4.         | SF Monheim                  | 4  | 3½ | 3½ |    | 4½ | 4  | 3½ | 5  |
| 5.         | SK Münster 32               | 2½ | 4½ | 3  | 3½ |    | 5½ | 3  | 5  |
| 6.         | SV Wattenscheid             | 3½ | 2½ | 4  | 4  | 2½ |    | 4½ | 5½ |
| 7.         | Sportfreunde Katernberg     | 2  | 3  | 1½ | 4½ | 5  | 3½ |    | 2  |
| 8.         | SG Bochum 31 II. Mannschaft | 3  | 3  | 4  | 3  | 3  | 2½ | 6  |    |

## 2. Bundesliga Südwest
In die 2. Liga Südwest waren der SV 1920 Hofheim und der TSV Schott Mainz, aus der Bundesliga 1980/81 abgestiegen, während aus den Landesverbänden der SC Eppingen und der SV Rüsselsheim aufgestiegen waren.
Im Aufstiegskampf lieferten sich der SV 03/25 Koblenz und der SK Heidelberg einen Zweikampf, den Koblenz knapp für sich entschied.
Im Abstiegskampf waren der PSV Neustadt und Rüsselsheim deutlich abgeschlagen. Die Entscheidung um den Klassenerhalt fiel in einem Stichkampf, den Neustadt knapp gewann.

### Abschlusstabelle
|    | Verein               | Sp | G | U | V | MP   | Brett-P.  |
| -- | -------------------- | -- | - | - | - | ---- | --------- |
| 1. | SV 03/25 Koblenz     | 7  | 5 | 2 | 0 | 12:2 | 35,0:21,0 |
| 2. | SK Heidelberg        | 7  | 5 | 1 | 1 | 11:3 | 35,0:21,0 |
| 3. | SC Eppingen (N)      | 7  | 4 | 1 | 2 | 9:5  | 29,5:26,5 |
| 4. | SV 1920 Hofheim (A)  | 7  | 3 | 2 | 2 | 8:6  | 29,5:26,5 |
| 5. | SK Frankenthal       | 7  | 2 | 3 | 2 | 7:7  | 28,5:27,5 |
| 6. | TSV Schott Mainz (A) | 7  | 2 | 1 | 4 | 5:9  | 24,5:31,5 |
| 7. | PSV Neustadt         | 7  | 1 | 0 | 6 | 2:12 | 21,5:34,5 |
| 8. | SV Rüsselsheim (N)   | 7  | 1 | 0 | 6 | 2:12 | 20,5:35,5 |

### Entscheidungen
|     | Aufsteiger in die 1. Bundesliga 1982/83: SV 03/25 Koblenz     |
|     | Stichkampf um den Klassenerhalt: PSV Neustadt, SV Rüsselsheim |
| (A) | Absteiger des Vorjahres                                       |
| (N) | Aufsteiger des Vorjahres                                      |

### Kreuztabelle
| Ergebnisse | Ergebnisse       | 1. | 2. | 3. | 4. | 5. | 6. | 7. | 8. |
| ---------- | ---------------- | -- | -- | -- | -- | -- | -- | -- | -- |
| 1.         | SV 03/25 Koblenz |    | 4½ | 4  | 6  | 4  | 6  | 4½ | 6  |
| 2.         | SK Heidelberg    | 3½ |    | 5  | 4  | 5  | 4½ | 6½ | 6½ |
| 3.         | SC Eppingen      | 4  | 3  |    | 3½ | 5  | 5  | 4½ | 4½ |
| 4.         | SV 1920 Hofheim  | 2  | 4  | 4½ |    | 4  | 6  | 3  | 6  |
| 5.         | SK Frankenthal   | 4  | 3  | 3  | 4  |    | 4  | 5  | 5½ |
| 6.         | TSV Schott Mainz | 2  | 3½ | 3  | 2  | 4  |    | 5½ | 4½ |
| 7.         | PSV Neustadt     | 3½ | 1½ | 3½ | 5  | 3  | 2½ |    | 2½ |
| 8.         | SV Rüsselsheim   | 2  | 1½ | 3½ | 2  | 2½ | 3½ | 5½ |    |

### Stichkampf um den Klassenerhalt
| Heim         | Gast           | Ergebnis |
| ------------ | -------------- | -------- |
| PSV Neustadt | SV Rüsselsheim | 4½:3½    |

### Entscheidungen
|  | Klassenerhalt: PSV Neustadt                     |
|  | Absteiger in die Landesverbände: SV Rüsselsheim |

## Süd
Die 2. Bundesliga Süd musste keinen Absteiger aus der 1. Bundesliga aufnehmen, während aus den Landesverbänden die Stuttgarter Schachfreunde 1879 und der SK Passau aufgestiegen waren.
Der Münchener SC 1836 und Grundig Nürnberg lieferten sich einen Zweikampf um den Aufstieg, den die Münchener erst im Stichkampf für sich entschieden.
Im Abstiegskampf waren Passau und der PSV Ulm (der sich im Vorjahr noch nach Stichkämpfen retten konnte) klar abgeschlagen und mussten damit absteigen.

### Abschlusstabelle
|    | Verein                             | Sp | G | U | V | MP   | Brett-P.  |
| -- | ---------------------------------- | -- | - | - | - | ---- | --------- |
| 1. | Münchener SC 1836                  | 7  | 5 | 1 | 1 | 11:3 | 36,0:20,0 |
| 2. | Grundig Nürnberg                   | 7  | 5 | 1 | 1 | 11:3 | 35,0:21,0 |
| 3. | SC Bad Cannstatt                   | 7  | 3 | 3 | 1 | 9:5  | 27,5:28,5 |
| 4. | SK Gräfelfing                      | 7  | 2 | 3 | 2 | 7:7  | 28,5:27,5 |
| 5. | SV Wolfbusch                       | 7  | 3 | 0 | 4 | 6:8  | 29,0:27,0 |
| 6. | Stuttgarter Schachfreunde 1879 (N) | 7  | 2 | 2 | 3 | 6:8  | 26,5:29,5 |
| 7. | SK Passau (N)                      | 7  | 0 | 3 | 4 | 3:11 | 23,5:32,5 |
| 8. | PSV Ulm                            | 7  | 1 | 1 | 5 | 3:11 | 18,0:38,0 |

### Entscheidungen
|     | Stichkampf um den Aufstieg: Münchener SC 1836, Grundig Nürnberg |
|     | Absteiger in die Landesverbände: SK Passau, PSV Ulm             |
| (N) | Aufsteiger des Vorjahres                                        |

### Kreuztabelle
| Ergebnisse | Ergebnisse                     | 1. | 2. | 3. | 4. | 5. | 6. | 7. | 8. |
| ---------- | ------------------------------ | -- | -- | -- | -- | -- | -- | -- | -- |
| 1.         | Münchener SC 1836              |    | 3½ | 6  | 6½ | 4½ | 4  | 5½ | 6  |
| 2.         | Grundig Nürnberg               | 4½ |    | 4  | 5½ | 2½ | 6  | 5½ | 7  |
| 3.         | SC Bad Cannstatt               | 2  | 4  |    | 4  | 4½ | 4½ | 4  | 4½ |
| 4.         | SK Gräfelfing                  | 1½ | 2½ | 4  |    | 6  | 4  | 4  | 6½ |
| 5.         | SV Wolfbusch                   | 3½ | 5½ | 3½ | 2  |    | 3½ | 4½ | 6½ |
| 6.         | Stuttgarter Schachfreunde 1879 | 4  | 2  | 3½ | 4  | 4½ |    | 5  | 3½ |
| 7.         | SK Passau                      | 2½ | 2½ | 4  | 4  | 3½ | 3  |    | 4  |
| 8.         | PSV Ulm                        | 2  | 1  | 3½ | 1½ | 1½ | 4½ | 4  |    |

### Stichkampf um den Aufstieg
| Heim              | Gast             | Ergebnis |
| ----------------- | ---------------- | -------- |
| Münchener SC 1836 | Grundig Nürnberg | 4:4 1    |

### Entscheidungen
|  | Aufsteiger in die 1. Bundesliga 1982/83: Münchener SC 1836 |
|  | Verbleib in der 2. Bundesliga: Grundig Nürnberg            |